# Liolà
Pour les articles homonymes, voir Liolà (homonymie).

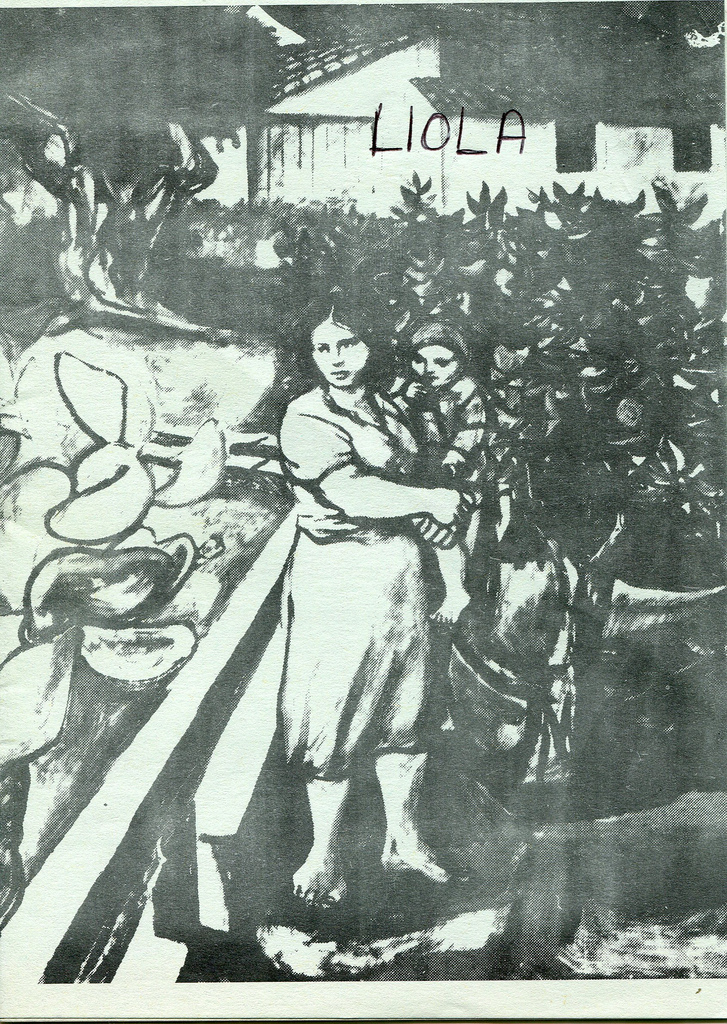
Affiche de Liolà, utilisée par Fabio Perselli dans le cadre du programme du Internationalist Theatre de Londres en 1982.

Liolà est une pièce de théâtre de Luigi Pirandello de 1917, dont les créations françaises ont eu lieu à Paris en 1965 et à Aubervilliers en 1973.

## Création française (1965)
La création en France de la pièce a eu lieu le 27 février 1965 au Théâtre du Vieux-Colombier, à Paris :
- Mise en scène : Bernard Jenny
- Adaptation : Albert Husson
- Scénographie : Claude Perset
- Musique : José Berghmans
- Personnages et interprètes :
  - La Ninfa : Hélène Dieudonné
  - Liolà : Robert Etcheverry
  - La Moscardina : Paulette Frantz
  - Mita : Nita Klein
  - Le Père Simon : François Maistre
  - La Mère Croce : Maria Meriko
  - La Mère Geza : Lita Recio
  - Nela : Monique Saintey
  - Giuzza : Nadia Taleb
  - Luzza : Bérangère Vattier
  - Tuzza : Anne Wartel

## Création française (1973)
La création en France de la pièce a eu lieu le 20 mars 1973 au Théâtre de la Commune, à Aubervilliers :
- Mise en scène : Henri Delmas et Gabriel Garran
- Adaptation : Huguette Hatem
- Scénographie : Claude Lemaire
- Costumes : Claude Lemaire
- Musique : José Berghmans et Domenico Modugno
- Personnages et interprètes :
  - Maître Simon : Lucien Barjon
  - Mita : Nathalie Baye
  - Moscardina : France Beucler
  - La Mère Croce : Renée Faure
  - Luzza : Catherine Gandois
  - La Mère Ninfa : Gilberte Géniat
  - Liolà : Philippe Léotard
  - Giuzza : Amélie Prévost
  - Tuzza : Coline Serreau
  - La Mère Gesa : Andrée Tainsy
  - Nela : Joëlle Vautier